# Egyesült Nemzeti Mozgalom
Az Egyesült Nemzeti Mozgalom (grúzul: ერთიანი ნაციონალური მოძრაობა, Ertiani Natsionaluri Modzraoba, ENM) egy grúziai politikai párt, amelyet Miheil Szaakasvili hozott létre 2001-ben.

## Története
Az Egyesült Nemzeti Mozgalom nagy szerepet játszott a  2003-as grúziai politikai válságban, amely Eduard Sevardnadze elnök lemondásához vezetett. Az ellenzéki pártok (az ENM-mel együtt) vitatták a 2003-as parlamenti választás eredményét, amelyen helyi és nemzetközi megfigyelők számos szabályellenes módszert vettek észre. Sevardnadze bukása után a párt egyesült az Egyesült Demokratákkal és a Nemzeti Szolidaritási Unió nevű pártokkal. Szaakasvilit a 2004-es elnökválasztáson Grúzia elnökének választották.
A párt kormányzása és Szaakasvili elnöksége idején Grúzia az Európai Unió és az Egyesült Államok legszorosabb szövetségesévé vált. 2008-ban Szaakasvili elnöksége alatt zajlott az orosz-grúz-háború, mely során Grúzia végleg elveszítette az ellenőrzését Abházia és Dél-Oszétia felett. Az Egyesült Nemzeti Mozgalmat több ízben is érték autoriterizmus vádjai, kiemelten a 2007-es tüntetések erőszakos leverése miatt.
2012-ben a párt elveszítette a parlamenti választásokat a Grúz Álom nevű párttól. Az Egyesült Nemzeti Mozgalom azóta is ellenzékben van. Szaakasvili 2013-ban köszönt le, és még abban az évben Ukrajnába költözött, és állampolgárságot is kapott, továbbá részt vett a kelet-európai ország politikai életében. Mindeközben Grúziában börtönre ítélték az elnöksége alatt elkövetett bűncselekményekért. 2021-ben visszatért hazájába, ahol azóta börtönben ül. A párt álláspontja szerint Szaakasvili politikai fogoly.
Az Egyesült Nemzeti Mozgalom 2023-ban és 2024-ben is támogatta a kormányellenes tüntetéséket. 
2024-ben a Grúz Álom kormánypárt ígéretet tett az Egyesült Nemzeti Mozgalom betiltására, a kormányzásuk során elkövetett állítólagos bűncselekményekért.

## Ideológia
A párt támogatja a NATO-val és az Európai Unióval való szorosabb kapcsolatokat, valamint az Abházia és Dél-Oszétia feletti grúz ellenőrzés visszaállítását.
Politikai ideológiája a rózsás forradalom óta balközépről jobbközépre mozdult el, a gazdasági és kulturális politikát a polgári liberális nacionalizmussal ötvözve. Fő politikai céljai közé tartozik a szegények szociális szolgáltatásainak javítása is, amely csoport a fő támasza. Jelentős szerepe van a korrupció elleni küzdelemben és az üzleti tevékenység adminisztratív akadályainak csökkentésében.

## Választási eredmények
| Választás | Szavazatok száma | Szavazatok aránya | Mandátumok száma | Mandátumok aránya | Parlamenti szerepe |
| --------- | ---------------- | ----------------- | ---------------- | ----------------- | ------------------ |
| 2003-as   | 345 197          | 18,74%            | 42               | 17,87%            | ellenzék           |
| 2004-es   | 1 027 070        | 67,75%            | 135              | 90%               | kormánypárt        |
| 2008-as   | 1 050 237        | 59,18%            | 119              | 79,33%            | kormánypárt        |
| 2012-es   | 873 233          | 40,34%            | 65               | 43,33%            | ellenzék           |
| 2016-os   | 477 143          | 27,11%            | 27               | 18%               | ellenzék           |
| 2020-as   | 523 127          | 27,18%            | 25               | 16,67%            | ellenzék           |
| 2024-es   | 211 216          | 10,17%            | 8                | 5,33%             | ellenzék           |